# ドール (太田裕美の曲)
「ドール/やあ！カモメ」は、1978年7月1日にCBS・ソニー（現：ソニー・ミュージックレーベルズ）より発売された太田裕美のシングルである。

## 解説
- 現時点では太田にとって初にして唯一の両A面シングル。
- 基本表題曲の「ドール」はその題名の通り、セルロイドの人形をモチーフにした楽曲。横浜を舞台としたご当地ソングでもある。
- 同年末の『第29回NHK紅白歌合戦』の出場曲となった。
- カップリング（B面）表題曲の「やあ!カモメ」は、TBSのテレビドラマ『やあ!カモメ』の主題歌である。

## 収録曲
A面
1. ドール（4分24秒）
  - 作詞：松本隆、作曲・編曲：筒美京平

B面
1. やあ！カモメ（2分46秒）
  - 作詞・作曲：太田裕美、編曲：萩田光雄

## 収録アルバム
- ELEGANCE（1978年8月1日）
- GOLDEN☆BEST 太田裕美 コンプリート・シングル・コレクション
- 横浜市を舞台とする楽曲のコンピレーション・アルバム『横浜幻想（ヨコハマ・ファンタジー）』にも収録された。